# Cirrospilus talitzkii
Cirrospilus talitzkii är en stekelart som beskrevs av Boucek 1961. Cirrospilus talitzkii ingår i släktet Cirrospilus och familjen finglanssteklar. Inga underarter finns listade i Catalogue of Life.